# Матеус Силва
Матеус де Барос да Силва (на португалски: Matheus de Barros da Silva), по-познат просто като Матеус Силва (на португалски: Matheus Silva), е бразилски футболист, който играе на поста десен защитник. Състезател на Карабах.

## Кариера
На 27 август 2020 г. Силва подписва с Морейренсе. Дебютира на 20 септември при победата с 2:0 като домакин на Фарензе.

### Локомотив Пловдив
На 8 юли 2022 г. Матеус е обявен за ново попълнение на пловдивския Локомотив. Прави дебюта си на 30 юли при победата с 0:1 като гост на Ботев (Враца).

## Успехи
Пайсанду
- Копа Верде (1): 2018